# 岡秀夫
岡 秀夫（おか ひでお、1946年 - ）は、日本の英語教育学者。金沢学院大学教授、元目白大学教授、東京大学名誉教授。専門は英語教育学、応用言語学（バイリンガリズム）。
大学英語教育学会（JACET）理事、中央教育審議会初等中等教育分科会教育課程部会・外国語専門部会委員を務めた。

## 人物
- 1946年 島根県に生まれる。松江南高校出身、1970年広島大学教育学部卒業。1972年広島大学大学院教育学研究科修士課程修了。1975年同博士課程単位取得退学、九州大学教養部講師。1976年助教授。1990年東京大学教養学部助教授。1992年教授。2009年名誉教授。
- 英国のモレイハウス・カレッジ（サンケイ・スカラシップにて）、レディング大学（ブリティッシュ・カウンシル奨学金にて）、米国のジョージタウン大学（フルブライト奨学金にて）、ケンブリッジ大学（ペンブルック・カレッジ）などに留学

## 著書
- 『英語のスピーキング』 編著 （1984年、大修館書店）
- 『バイリンガル教育と第二言語習得』 訳・編 （1996年、大修館書店）
- 『外国語教育学大辞典』 監訳 （1999年、大修館書店）
- 『外国語教育学研究のフロンティア ―四技能から異文化理解まで』 東京大学外国語教育学研究会 （編）（2009年、成美堂）
- 『第二言語習得―SLA研究と外国語教育』（編著、大修館書店、2011）
- 『小学校外国語活動の進め方―「ことばの教育」として』（編著、成美堂、2015）
- 『英語を学ぶ楽しみ―国際コミュニケーションのために』（単著、くろしお出版、2018）
- 『新・グローバル時代の英語教育—新学習指導要領に対応した英語科教育法』（編著、成美堂、2018）
- 『ALTとのティーム・ティーチング入門』（監修、大修館書店、2022） ほか多数